# Mattia Bottolo
Mattia Bottolo (Bassano del Grappa, 3 de janeiro de 2000) é um jogador de voleibol italiano que atua na posição de ponteiro.

## Carreira

### Clube
Bottolo começou sua carreira desportiva em 2015 no Bassano Volley, na 1ª divisão. Na temporada 2016–17, foi contratado pelo Kioene Padova para jogar na Série C, e na temporada seguinte na Série B. Foi promovido para a equipe principal partir da temporada 2019–20, na primeira divisão do campeonato italiano.
Após vestir a camisa da equipe de Pádua por seis temporadas, em 2022 o ponteiro foi contratado pelo Cucine Lube Civitanova.

### Seleção
Pela seleção italiana, Bottolo conquistou o título Campeonato Europeu de 2021; enquanto no ano seguinte se tornou campeão mundial ao vencer a seleção polonesa na final do Campeonato Mundial de 2022.

## Clubes
| Anos      | Clube                  |
| --------- | ---------------------- |
| 2015–2016 | Bassano Volley         |
| 2016–2022 | Kioene Padova          |
| 2022–     | Cucine Lube Civitanova |